# Rzeszów
Rzeszów ([ˈʐɛʂuf]ⓘ; en alemán: Resche), antiguamente llamada en español y latín Resovia, es la ciudad más grande del sureste de Polonia. Capital del voivodato de Subcarpacia desde el 1 de enero de 1999, Rzeszów se encuentra a ambos lados del río Wisłok, en el corazón de la cuenca de Sandomierz.
La historia de Rzeszów comienza en 1354, cuando recibió los derechos y privilegios de ciudad por parte de Casimiro III el Grande. Las rutas comerciales que conectaban el continente europeo con el Medio Oriente y el Imperio otomano fomentaron un temprano desarrollo y prosperidad para la ciudad. En el siglo XVI, Rzeszów tenía conexión con Gdańsk y el mar Báltico. También experimentó un importante crecimiento en el comercio y la artesanía, especialmente bajo la influencia de la szlachta local. Después de las Particiones de Polonia, Rzeszów fue anexionada por el Imperio austríaco y no recuperó su estatus hasta su regreso a Polonia después de la Primera Guerra Mundial. Durante la Segunda Guerra Mundial, la gran comunidad judía de Rzeszów pereció en el Holocausto.
Rzeszów ha encontrado su lugar entre las ciudades más elitistas de Polonia, con un número creciente de inversiones, un rápido progreso y un nivel de vida muy alto. En 2011, Forbes otorgó a Rzeszów el segundo lugar en el ranking de las ciudades semi-grandes más atractivas para hacer negocios. Además, la ciudad alberga una serie de escuelas de educación superior y consulados extranjeros. Rzeszów también se está desarrollando como destino turístico a nivel regional: su casco antiguo, la plaza del mercado principal, las iglesias y sinagogas se encuentran entre las mejor conservadas del país. Rzeszów cuenta además con un aeropuerto internacional y es miembro de Eurocities.
En los últimos años, la población de Rzeszów ha crecido de 159,000 (2005) a más de 190,000 habitantes (2018). Hay planes de extender los límites de la ciudad para incorporar a los municipios circundantes y fortalecer su función como principal área metropolitana del sureste de Polonia.

## Historia
La ciudad creció como una localidad situada en el centro de las rutas comerciales de Silesia hacia Rutenia, y gracias a esta importancia económica se constituyó como ciudad en 1354 por privilegio del rey Casimiro III de Polonia, aunque durante mucho tiempo la monarquía polca consideró a la localidad como un remoto centro comercial en las fronteras de Rutenia, utilizándolo principalmente para el comercio con el Reino de Hungría. La situación cambió a partir del siglo XVI, cuando se construyó un palacio fortificado de la familia aristocrática de los Lubomirski, junto con una nueva iglesia, lo cual aumentó el prestigio de la ciudad y acrecentó su importancia como mercado.
No obstante, a partir del siglo XIX Rzeszów empezó a perder su antigua importancia comercial, siendo reemplaza por su vecina Przemyśl, que contaba con la ventaja de sus fortificaciones y de su conexión por ferrocarril (de la cual Rzeszów carecía).
Incorporada a Austria tras las Particiones de Polonia, Rzeszów volvió a integrarse en el estado polaco en 1918, pero su despegue económico no volvió hasta que se instaló un área industrial en 1937. La Segunda Guerra Mundial trajo como primera consecuencia el casi total exterminio de la población judía asentada desde el siglo XVI, y que constituía una importante minoría étnica de la localidad. A partir de 1945 se amplió de forma considerable el área industrial de Rzeszów, donde hasta la fecha continua la producción industrial que sustenta la economía de la ciudad.
En 1991, el papa Juan Pablo II visitó la ciudad de Rzeszów. Más de un millón de fieles llegaron a ella para ver como el papa beatificaba a Józef Sebastian Pelczar, el obispo de Przemyśl. Al año siguiente, Juan Pablo II trasladó la capital de la diócesis de Rzeszów, y la iglesia del Sagrado Corazón pasó a ser catedral.

##### La judería de Rzeszów
Los judíos se asentaron en la ciudad durante el reinado de Mikolaj Spytek Ligenza y los artesanos judíos recibieron privilegios personales del rey y fundaron asociaciones profesionales ( gremios ) que administraban las vidas de los artesanos a los que pertenecían. Además de los artesanos y comerciantes que comerciaban con sus productos, había comerciantes de ganado en la ciudad que se dedicaban a exportar a Hungría a través del río Wisłoka . A principios del siglo XVI , unos 100 judíos vivían en la ciudad; para finales de ese siglo, los judíos ya eran una fuerza económica significativa, y los impuestos que pagaban eran importantes en los ingresos de la ciudad. En 1617, se completó la construcción de una sinagoga (que sobrevivió hasta la Segunda Guerra Mundial), y los judíos se concentraron principalmente en la Calle de los Judíos . Los judíos de la ciudad fueron influenciados por el Movimiento Shabtai Sabbath y Jacob Frank y cuando se sintieron decepcionados, algunos se convirtieron al cristianismo.
Los alemanes ocuparon Rzeszów el 10 de septiembre de 1939 y los decretos entraron en vigor ese mismo mes. Se confiscaron sinagogas y seminarios rabínicos, y algunos fueron destruidos; los alemanes confiscaron las viviendas de judíos adinerados para albergar a las fuerzas de ocupación. Un mes después, se estableció un Judenrat (Consejo Judío) , que debía pagar un cuantioso rescate al gobierno alemán.
Los judíos de los pueblos y aldeas circundantes del oeste de Polonia fueron deportados a la ciudad. El 17 de diciembre de 1941 , se estableció el gueto de Rzeszów , al que fueron enviados los judíos de los pueblos y aldeas circundantes, y donde cientos de ellos murieron de enfermedades y hambre .
El 7 de julio de 1942 , se llevó a cabo una selección en el gueto de Rzeszów: de los 23.000 judíos encarcelados (incluidos los judíos de Chodz ), 2.000 fueron enviados a los pelotones de fusilamiento del bosque de Rodna, donde fueron fusilados en fosas preparadas; unos 14.000 más fueron enviados al campo de exterminio de Belzec . El 8 de agosto se realizó un segundo envío a Belzec, principalmente de mujeres y niños, y en noviembre un tercer envío.
Tras las deportaciones, la población del gueto se redujo a unas 3.000 personas, la mayoría de ellas trabajadores forzados y sus familias. Con el tiempo, también fueron enviadas al campo de concentración de Shebanie , Auschwitz-Birkenau , o asesinadas allí. Algunos lograron escapar a los bosques circundantes y esperaron allí hasta que la ciudad fue conquistada por el Ejército Rojo .
En la calle Boznicza quedan dos antiguas sinagogas, una de las cuales hoy sirve como ayuntamiento

## Economía
Rzeszów es un importante centro industrial de la región. Sus industrias fabrican equipamiento de transporte, maquinaria, ladrillos, cemento y productos derivados del hierro, además en sus proximidades existen yacimientos de manganeso que son explotados hasta la fecha.

## Transporte
El Aeropuerto de Rzeszów está situado a solo 10 kilómetros del centro de la ciudad. Desde algunos años nota rápido crecimiento gestionando 451,720 de pasajeros en 2010. Ofrece vuelos a Varsovia, Londres - Stansted, Londres - Luton, Dublín, Birmingham, Bristol, Girona-Costa Brava, Berlín, Fráncfort del Meno y Fráncfort-Hahn.
Rzeszów es un importante nudo ferroviario, que une Europa del Este con Polonia. Hay trayectos diarios que parten de Rzeszów hacia Lviv o Lutsk (en Ucrania), o hacia Cracovia o Košice (esta última en Eslovaquia).

## Deportes
Los dos principales equipos de la ciudad son el Resovia Rzeszów y el Stal Rzeszów. En el Resovia destaca su equipo de voleibol (uno de los mejores del país), y su equipo de baloncesto, campeón de la Polska Liga Koszykówki en 1975. También cuenta con un equipo de fútbol masculino (que milita en la III Liga), un club de tiro con arco y otro de atletismo.
En el Stal está el equipo de speedway, campeón de Polonia en dos ocasiones, y su equipo de fútbol, campeón de la Copa de Polonia en 1975. Actualmente, el equipo de fútbol está en la III Liga, al igual que el Resovia.
Otro equipo de la ciudad es el Ravens Rzeszów, un club de fútbol americano con sede en Rzeszów, y que juega en la Liga Polaca de Fútbol Americano.

## Universidades

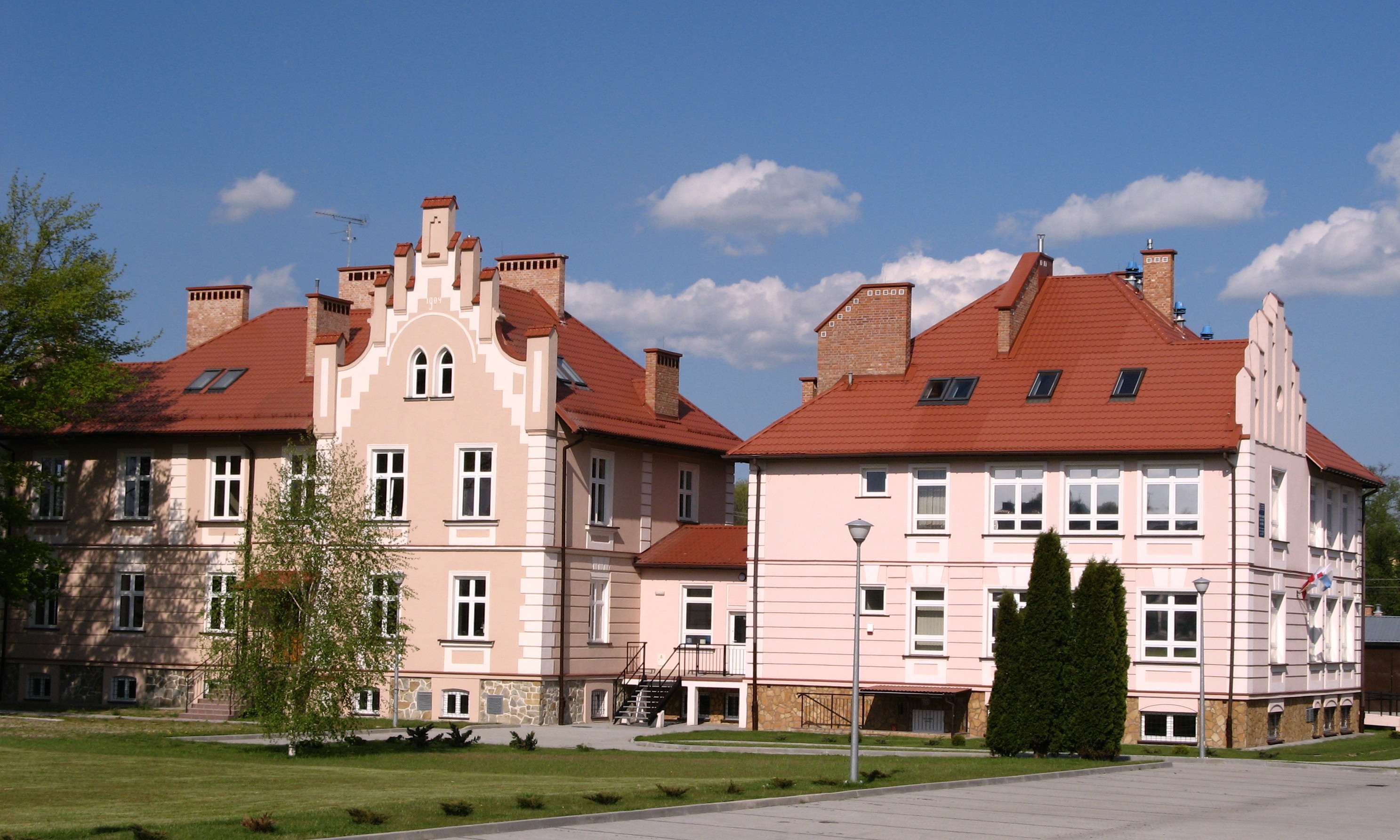
Universidad Politécnica de Rzeszów

- Universidad de Rzeszów, establecida en 2001 a partir de la unión de diversas escuelas[7]
- Universidad Politécnica de Rzeszów, establecida a partir de la Escuela Superior de Ingeniería en 1974
- Universidad de Tecnologías de la Información y Administración en Rzeszów, establecida en 1996
- Wyższa Szkoła Zarządzania
- Rzeszowska Szkoła Wyższa – Rzeszów, establecida en 1995

## Personas destacadas

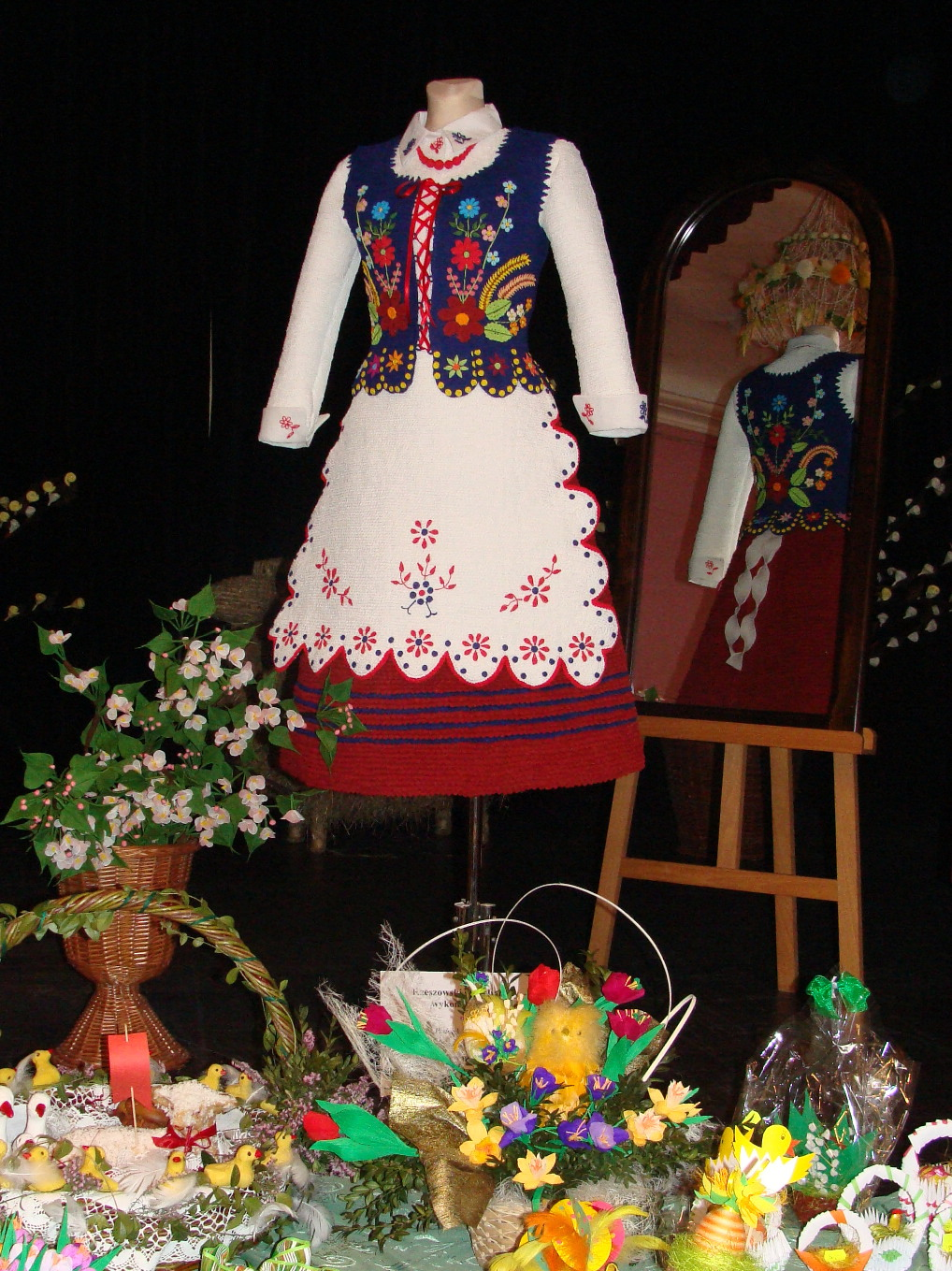
Vestido femenino típico de Rzeszów.

- Fred Zinnemann, guionista y director de cine.
- Justyna Steczkowska, actriz y modelo polaca.
- Patrycja Mikula, modelo y Cybergirl de Playboy.
- Jerzy Grotowski, director de teatro.
- Józef Szajna, pintor y escenógrafo.
- Władysław Sikorski, militar y Primer ministro de Polonia.
- Anja Rubik, modelo polaca.
- Dawid Kostecki, boxeador polaco.
- Stanisław Wisłocki, director de orquesta.

## Ciudades hermanadas
- Bielefeld
- Satu Mare
- Lamia
- Košice
- Klagenfurt
- Ivano-Frankivsk
- Leópolis
- Lutsk
- Nyíregyháza
- Búfalo

## Clima
Rzeszów posee un clima templado, pese a su situación, próxima a los Cárpatos. Durante todo el año predomina un clima continental, aunque en invierno las temperaturas pueden alcanzar los -5 °C. En verano, las temperaturas oscilan desde 18 hasta 19,6 °C (64 a 67 °F). La temperatura media anual es de 8,9 °C (48 °F). Debido a su ubicación, Rzeszów sufre a menudo lluvias orográficas por causa del Halny.
| Parámetros climáticos promedio de Resovia (1991-2020) | Parámetros climáticos promedio de Resovia (1991-2020) | Parámetros climáticos promedio de Resovia (1991-2020) | Parámetros climáticos promedio de Resovia (1991-2020) | Parámetros climáticos promedio de Resovia (1991-2020) | Parámetros climáticos promedio de Resovia (1991-2020) | Parámetros climáticos promedio de Resovia (1991-2020) | Parámetros climáticos promedio de Resovia (1991-2020) | Parámetros climáticos promedio de Resovia (1991-2020) | Parámetros climáticos promedio de Resovia (1991-2020) | Parámetros climáticos promedio de Resovia (1991-2020) | Parámetros climáticos promedio de Resovia (1991-2020) | Parámetros climáticos promedio de Resovia (1991-2020) | Parámetros climáticos promedio de Resovia (1991-2020) |
| Mes                                                   | Ene.                                                  | Feb.                                                  | Mar.                                                  | Abr.                                                  | May.                                                  | Jun.                                                  | Jul.                                                  | Ago.                                                  | Sep.                                                  | Oct.                                                  | Nov.                                                  | Dic.                                                  | Anual                                                 |
| ----------------------------------------------------- | ----------------------------------------------------- | ----------------------------------------------------- | ----------------------------------------------------- | ----------------------------------------------------- | ----------------------------------------------------- | ----------------------------------------------------- | ----------------------------------------------------- | ----------------------------------------------------- | ----------------------------------------------------- | ----------------------------------------------------- | ----------------------------------------------------- | ----------------------------------------------------- | ----------------------------------------------------- |
| Temp. máx. abs. (°C)                                  | 12.7                                                  | 17.2                                                  | 23.8                                                  | 29.1                                                  | 33.0                                                  | 34.5                                                  | 35.6                                                  | 36.5                                                  | 36.0                                                  | 25.6                                                  | 21.3                                                  | 16.5                                                  | 36.5                                                  |
| Temp. máx. media (°C)                                 | 0.8                                                   | 2.7                                                   | 7.9                                                   | 15.0                                                  | 20.1                                                  | 23.5                                                  | 25.6                                                  | 25.2                                                  | 19.6                                                  | 13.6                                                  | 7.4                                                   | 2.1                                                   | 13.6                                                  |
| Temp. media (°C)                                      | -1.9                                                  | -0.6                                                  | 3.3                                                   | 9.1                                                   | 14.0                                                  | 17.6                                                  | 19.4                                                  | 18.9                                                  | 13.9                                                  | 8.9                                                   | 4.1                                                   | -0.5                                                  | 8.9                                                   |
| Temp. mín. media (°C)                                 | -4.7                                                  | -3.9                                                  | -0.8                                                  | 3.4                                                   | 8.2                                                   | 11.8                                                  | 13.5                                                  | 13.0                                                  | 8.9                                                   | 4.8                                                   | 1.1                                                   | -3.0                                                  | 4.4                                                   |
| Temp. mín. abs. (°C)                                  | -33.6                                                 | -35.8                                                 | -30.9                                                 | -10.0                                                 | -4.6                                                  | -0.9                                                  | 3.7                                                   | 0.9                                                   | -5.3                                                  | -11.4                                                 | -21.0                                                 | -29.8                                                 | -35.8                                                 |
| Precipitación total (mm)                              | 33.4                                                  | 32.3                                                  | 39.0                                                  | 45.9                                                  | 79.3                                                  | 81.6                                                  | 90.8                                                  | 63.5                                                  | 66.0                                                  | 49.5                                                  | 36.1                                                  | 34.4                                                  | 651.8                                                 |
| Nevadas (cm)                                          | 173.9                                                 | 195.9                                                 | 80.9                                                  | 4.4                                                   | 0                                                     | 0                                                     | 0                                                     | 0                                                     | 0                                                     | 1.9                                                   | 32.5                                                  | 74.1                                                  | 563.6                                                 |
| Días de lluvias (≥ 1 mm)                              | 9.2                                                   | 8.2                                                   | 9.4                                                   | 8.4                                                   | 10.3                                                  | 9.7                                                   | 10.3                                                  | 8.3                                                   | 8.3                                                   | 8.0                                                   | 7.9                                                   | 8.4                                                   | 106.4                                                 |
| Días de nevadas (≥ 1 mm)                              | 18.0                                                  | 16.2                                                  | 6.8                                                   | 0.8                                                   | 0                                                     | 0                                                     | 0                                                     | 0                                                     | 0                                                     | 0.4                                                   | 4.6                                                   | 12.0                                                  | 58.8                                                  |
| Horas de sol                                          | 48.9                                                  | 67.1                                                  | 124.1                                                 | 177.8                                                 | 231.4                                                 | 237.3                                                 | 251.7                                                 | 240.7                                                 | 163.5                                                 | 117.3                                                 | 55.4                                                  | 38.6                                                  | 1753.8                                                |
| Humedad relativa (%)                                  | 85.2                                                  | 82.4                                                  | 76.5                                                  | 70.8                                                  | 73.6                                                  | 74.4                                                  | 74.4                                                  | 75.0                                                  | 80.4                                                  | 83.0                                                  | 86.3                                                  | 86.5                                                  | 79                                                    |
| Fuente: Promedios y totales mensuales                 |                                                       |                                                       |                                                       |                                                       |                                                       |                                                       |                                                       |                                                       |                                                       |                                                       |                                                       |                                                       |                                                       |